# 芥川義矩
芥川 義矩（あくたがわ よしのり、1732年〈享保17年〉 - 1810年5月20日〈文化7年4月18日〉）は江戸時代中期-後期の忍者。甲賀流の流れをくむ芥川流忍術の5代目。通称は九郎左衛門、又は九郎右衛門。

## 甲賀忍者一族
この節の出典:
芥川家は室町末期の将軍足利義尚の時代、長享元年（1487年）室町幕府が行った近江守護・六角行高（後の六角高頼）に対する親征で、六角征伐とも称される戦、「鈎の陣」で六角陣に参加した五十三家の地侍達を「甲賀五十三家」と呼び、さらに五十三家の中で六角氏より感状を貰い重きを置かれた「甲賀二十一家」と称され、後の甲賀流忍術の中心となった一族の一派である。　
初代芥川義綱の時代から代々美濃国の戸田氏に仕えたが、戸田氏が松本藩に移った時に伴われ一族で信濃国ヘ移住した。

## 二の丸騒動での活躍
この節の出典:
天明元年（1764年）、隣国諏訪で起きた「二の丸騒動｣と言われるお家騒動で、諏訪藩家老諏訪頼保によって失脚させられ、押込（牢に監禁）にされていた上席家老の千野貞亮（兵庫）を、主、松平光和の命により救出し（秘薬を使って透明になり警戒厳重な牢屋に忍び込み、千野にもその秘薬を与えて共に透明人間になり、誰にも気付かれずに脱出したとの伝説あり）、江戸藩邸に送り届けた。千野は無事に松平乗寛のもとへこの事態を訴え、助けを求めた。幕府の裁許をうけ頼保一党は処罰された。

## 忍術使いとしての伝説
この節の出典:
江戸時代中期に書かれた「見聞雑録」に、芥川義矩の忍術のことが書かれている。
ある晩、刺客が義矩宅に忍び込み隙間から隙を狙っていた。義矩は土間で薪割りをしていた。斧が振り下ろされ、薪が真っ二つになったと思ったら、同時に刺客の右腕も肩から切り落とされていたという。また、藩主から酒席にて忍術の披露を求められた折に、宴席の腰元たちが気付かぬうちにその腰巻きをすべて剥ぎ取ってみせた話など数多くの忍術の伝説が残っている。
松本市県1丁目に義矩を顕彰する碑が残されている。
義矩ゆかりの松本城では、子供が忍者や、甲冑姿等を体験出来る(大人も参加できるものもある)プログラムがある。